# Kotek Gapcio
Kotek Gapcio (ang. Wussywat the Clumsy Cat) – brytyjski serial animowany, w Polsce emitowany na kanale CBeebies od 8 sierpnia 2016 roku.

## Fabuła
Kotek Gapcio to ciekawskie zwierzątko, które uczy się wielu nowych rzeczy, poznając w ten sposób otaczający je świat. Zwierzak chce wszystko naocznie sprawdzić i dotknąć z bliska. Ten zabawny serial animowany adresowany jest do dzieci w wieku przedszkolnym, które również chcą rozwijać swoją wyobraźnię.

## Obsada
- Liza Tarbuck – narratorka
- Banki Morwenna – Kotek Gapcio
- Rasmus Hardiker – Kwakodylek, Jaś, Py
- Marc Wootton – Tasia, Uwik[2]

## Wersja polska
W wersji polskiej wystąpili:
- Małgorzata Musiała – Kotek Gapcio
- Małgorzata Rychlicka-Hewitt – narratorka
- Maja Panicz – Jaś
- Aleksandra Lis – Kwakodylek
- Jacek Labijak – Uwik
- Piotr Witkowski – Tasia

Opracowanie wersji polskiej: Studio Tercja Gdańsk dla Hippeis Media International
Lektor tyłówki: Jacek Labijak